# بطل إسبرطة
بطل إسبرطة (بالإنگليزية: Hero Of Sparta؛ نقحرة هيرو أوف سبارتا)
هي لعبة فيديو حركية مغامراتية من تطوير ونشر شركة غيم لوفت لأنظمة أندرويد وآي أو أس
ونينتندو دي أس وبلايستيشن بورتبال. صدرت اللعبة بتقنية فيديو عالي الوضوح (HD) للآيباد وبعض إصدارات أندرويد وسيمبيان.
كلا الإصدارين تم إزالتهما من جوجل بلاي. لكنها لازالت متوفرة لنظام أندرويد على الموقع الرسمي لشركة غيم لوفت فقط

## طريقة اللعب
اللعبة تتكون من ثمانية مستويات (خمسة في نسخة الدي سي) الاعب يتحكم بملك إسبارطي يستخدم السيف لمحاربة مختلف الوحوش الأسطورية. يمكن للاعب جمع كرات الطاقة مختلفة الألوان بفوزه على الأعداء، لكل لون تأثير مختلف. الأخضر لإستعادة الصحة والأزرق لإستعادة الطاقة السحرية وكرات الطاقة الخضراء تمنح اللاعب النقاط التي يمكن استخدامها لرفع مستوى الضرر وكذلك لفتح القوى الخاصة للأسلحة، وتوجد كرات الطاقة هذه طوال مسار اللعبة.

## قصة العبة
تتمحور القصة حول الملك الإسبارطي أرغوس وهو يستيقظ على الشاطئ بعد فترة وجيزة من طمس أسطوله بأكمله من السفن بعاصفة عنيفة. وعندما يستيقظ ويبدأ بإستكشاف الجزيرة تناشده روح أوراكل في الأسر لإنقاذها. في المقابل، فإن أوراكل ستستخدم سلطتها لإرجاع أرغوس إلى وطنه.

## الإستقبال
| نتائج المراجعة | نتائج المراجعة                                    |
| نشرة           | نقاط                                              |
| -------------- | ------------------------------------------------- |
| آي جي إن       | iOS: 9/10 PSP: 7.5/10 DS: 6/10 6.5/10(HD version) |
| Slide to Play  | 4/4                                               |
| UGO            | B+                                                |
| PSP Minis      | 6/10                                              |

| جائزة    | جائزة                 |
| نشرة     | جائزة                 |
| -------- | --------------------- |
| آي جي إن | Editors' Choice Award |

 تم مقارنة اللعبة مباشرة مع سلسلة إله الحرب حتى إنها سميت (إله الحرب المخادعة).